# Lymeon subflavescens
Lymeon subflavescens är en stekelart som först beskrevs av Cresson 1865.  Lymeon subflavescens ingår i släktet Lymeon och familjen brokparasitsteklar. Inga underarter finns listade i Catalogue of Life.